# 板倉北川辺バイパス
板倉北川辺バイパス（いたくらきたかわべバイパス）は、群馬県邑楽郡板倉町大字海老瀬から埼玉県加須市柏戸に至る国道354号のバイパスである。延長4.6km。

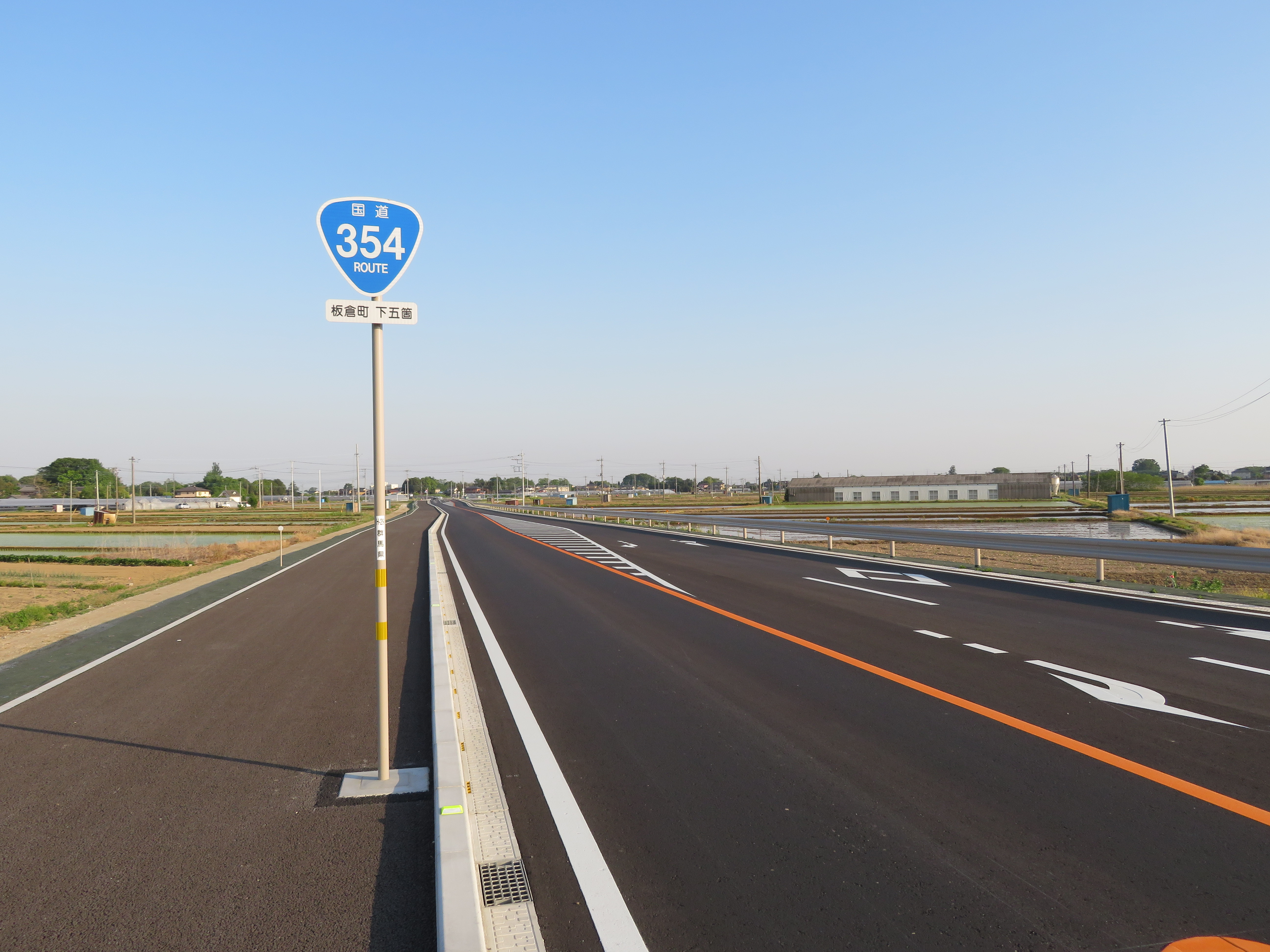
群馬県板倉町五箇付近

2018年（平成30年）3月24日に開通した。

## 路線データ
- 起点：群馬県邑楽郡板倉町大字海老瀬
- 終点：埼玉県加須市柏戸
- 全長：約4.6km
- 道路幅員：11.25m（群馬県区間）
- 車線幅員：3.25m（群馬県区間）
- 車線数：2車線（群馬県区間）

## 概要

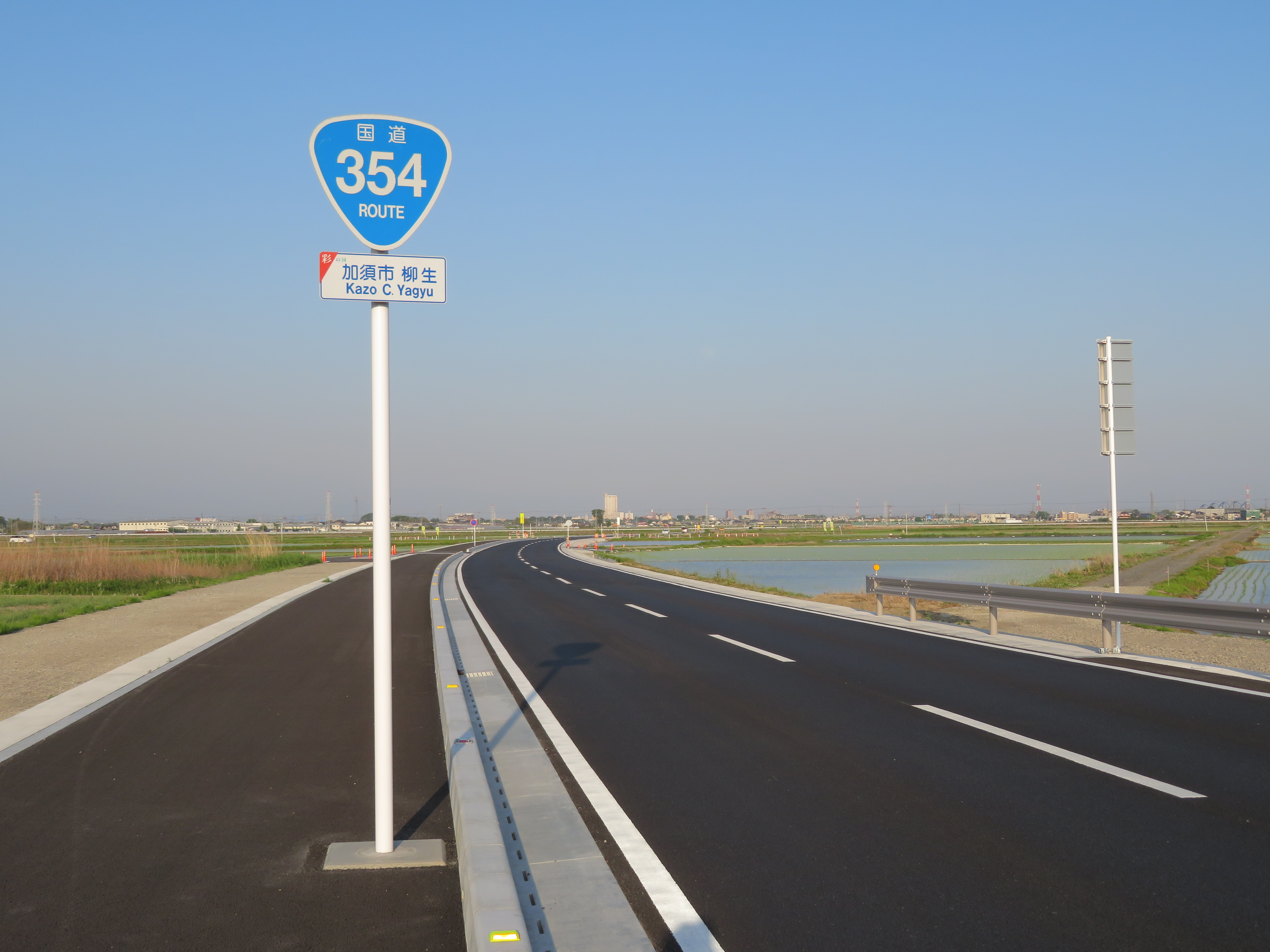
埼玉県加須市柳生付近

国道354号は群馬県高崎市の高崎駅から東毛地域、埼玉県利根地域北東端、茨城県南部を経由して茨城県鉾田市で太平洋にぶつかる広域幹線道路である。館林市やつくば市など主要な都市を結ぶほか、関越自動車道、東北自動車道、常磐自動車道と接続する事で高速道路を補完する役割に担っており、それ故大型車なども頻繁に行き交う。
そのため群馬県では高崎市から板倉町までの区間を東毛広域幹線道路として供用し、茨城県側でも境岩井バイパスや岩井バイパス等の整備が進んでいる。一方で群馬県板倉町から茨城県古河市までの区間は歩道も無い狭隘区間が続き、途中に東武日光線の踏切があるなど幹線道路とは言い難い状況である。こうした状況を解消し、三国橋や古河市街地の混雑緩和のため先に建設された新三国橋と一体となって、群馬-埼玉-茨城県境区間の安定的な交通確保のために計画されたのが、板倉北川辺バイパスである。
ルートは国道354号旧道と県道海老瀬飯野線との交点である小保呂交差点を起点とし、谷田川・大箇野川を越えて埼玉県加須市（旧北川辺町）の柏戸（中）交差点で国道354号新三国橋方面および県道加須北川辺線に再び接続する。全長約4.5kmのうち群馬県区間が約2.6km、埼玉県区間が約2.0kmとなる。
当バイパスの開通によって新三国橋から群馬県方面へ一直線に結ばれることになった。案内標識上では三国橋方面から館林市方面へ向かう際はこの路線を経由し、バイパス利用を促している。なお、旧道区間はバイパス開通後、2018年4月27日をもって埼玉県区間及び一部の群馬県区間、2020年4月には群馬県内の残区間が国道の指定を解除され、茨城県古河市内の三国橋から鴻巣西交差点までの区間のみが2024年現在も国道として指定が継続されている。

## 沿革
この区間の道路改良を求める声は古くからあり、2001年12月に旧北川辺町、板倉町において県境を跨いだ「国道354号板倉・北川辺バイパス整備促進協議会」を設立して両自治体の首長を筆頭に国や県に要望活動を続けているほか、それぞれの区間で事業を担当する群馬県と埼玉県も「国道354県・埼玉県境部未整備区間ルート検討協議会」を設立し、ルートや整備スケジュール等の協議を重ねた。
その結果、群馬県側では2011年度より事業着手して測量・設計を行い、翌12年度以降は詳細設計や用地買収にも着手しており、群馬県区間の2017年度の供用開始を目指していた。一方の埼玉県側では、ルート選定に際し群馬県側に直線的にアクセスするルートと、北川辺領地区で予定される土地改良事業との整合や既存道路の有効活用を考慮して南側に迂回するルートの2つのルートを選定し、費用便益など経済性の勘案して南側に迂回するルートを選定した。2012年度に用地測量に、2013年度から用地買収に着手しており、今後も群馬県と歩調を合わせながら2016年度内の接続に向け事業が進められる予定となっていた。
最終的には、2018年3月24日に、群馬県区間・埼玉県区間共に全区間一斉に開通することとなった。